# Celluloid Dreams
Celluloid Dreams — французька компанія, що займається міжнародним продажем фільмів. Основним видом її діяльності є просування незалежного кіно в усьому світі.
Вже понад 30 років компанія займає провідні позиції у міжнародних продажах, виробництві та фінансуванні якісних незалежних фільмів. Відзнака «Directors Label» (Директорська етикетка) означає відкриття та подальше просування великої кількості найважливіших, нагороджених та шанованих кінорежисерів нашого часу, «майбутніх класиків».
Ïï каталог містить більш ніж 100 фільмів таких відомих авторів як Олександр Сокуров, Бент Хамер, Франсуа Озон, Хіроказу Коре-Еда, Жак Ріветт, Джафар Панахі, Цзя Чжанке, Джонні То, Лоран Канте, Масахіро Кобаясі, Марко Беллокйо, Отар Іоселіані, Кітано Такесі, Цай Мінлян.

## Фільми[1]
- Три обличчя (2018)
- Табу Тегерана (2017)
- Опіка (2017)
- Наші божевільні роки (2017)
- Ніко, 1988 (2017)
- Прихований колір речей (2017)
- Ворони (2017)
- Таксі (2015)
- Кістяний томагавк (2015)
- Здалеку (2015)
- Діпан (2015)
- Сильно кохана (2015)
- Останні години (2014)
- Френсіс Ха (2013)
- Спляча красуня (2013)
- Іржа та кістка (2013)
- Учитель на заміну (2013)
- Курча з чорносливом(2011)
- Пророк (2009)
- Ангел (2007)
- І моє серце завмерло (2005)
- 5x2 (2004)
- Ляльки (2002)
- Приятель небіжчика (1997)
- Розбійники. Глава 7 (1996)
- Полювання на метеликів (1992)
- Чарівна пустунка (1991)